# Conus chipolanus
Conus chipolanus é uma espécie de gastrópode do gênero Conus, pertencente à família Conidae.